# Zweibrücken Air Base
Zweibrücken Air Base est une ancienne base aérienne de l'Aviation royale canadienne et de l'USAFE située à proximité de la ville de Deux-Ponts dans le Land de Rhénanie-Palatinat en Allemagne.

## Origines
La construction de la base par le Génie de l'Armée française et des entreprises allemandes commence en 1950 sur des éléments de la ligne Siegfried dont quelques éléments sont encore visibles. La construction de la base, financée par l'USAF, est achevée vers la fin de 1952.

## Base de l'ARC

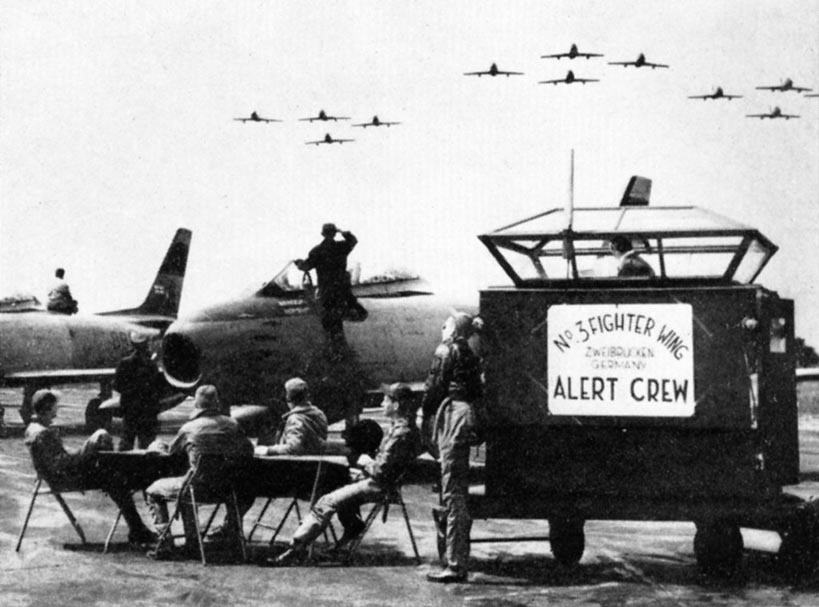
Patrouilles de Sabre au-dessus de la base.

RCAF Station Zweibrücken est une base de l'Aviation royale canadienne dépendant de la 1re Division aérienne du Canada du 6 janvier 1953 au 29 août 1969.
Le 6 janvier 1953, le 3rd Wing de l'ARC, sous le commandement du Group Captain A.C. Hull, prend le contrôle de la base qui prend la désignation de RCAF Station Zweibrücken.
Trois escadrons sur Canadair F-86 Sabre volent à partir de Zweibrücken : les 413, 427 et 434 Squadron. Le 413 est remplacé par 440 Squadron sur CF-100 Canuck en 1957.
Pendant l'automne 1962, tous les escadrons de Sabre commencent leur conversion vers les nouveaux CF-104 Starfighter. Le 440 Squadron est dissous en décembre 1962. En 1964, après la dissolution du 2 Wing et la fermeture de la base de Grostenquin, le 430 Squadron fait mouvement sur Zweibrücken.
L'ARC quitte Deux-Ponts le 27 août 1969, laissant la base à la 16th Air Force de l'USAFE.

## Base de l'USAFE
La base est sous l'administration de l'USAFE du 29 août 1969 au 31 juillet 1991, date de la fermeture de la base.  

### 86th Tactical Fighter Wing

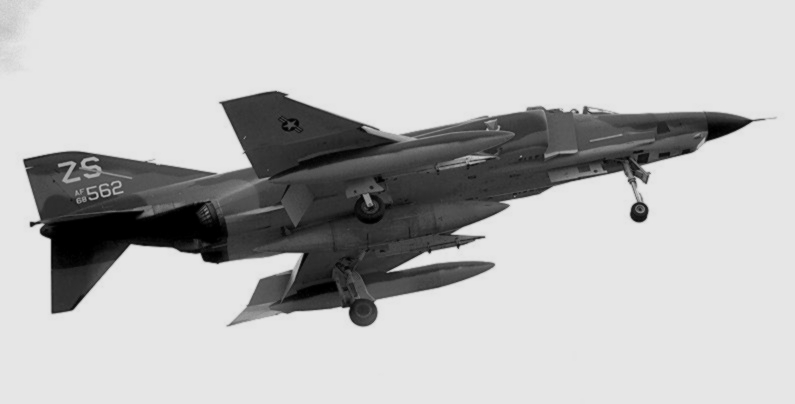
RF-4C du 17th TRS / 86th TFW

Le 86th Tactical Fighter Wing est réactivé le 1er novembre 1969 à Zweibrücken. Le 31 janvier 1973, le 86th TFW est transféré à Ramstein AB.

### 26th Tactical Reconnaissance Wing

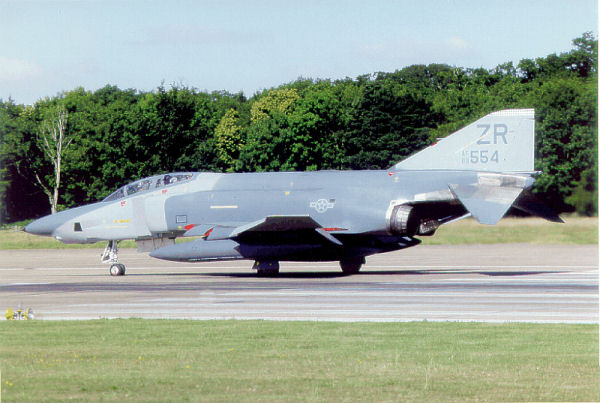
RF-4C du 38Th TRS / 26th TRW

Le 26th Tactical Reconnaissance Wing est transféré de Ramstein Air Base à Deux-Ponts le 31 janvier 1973. Le 26th TRW est dissous le 31 juillet 1991.

## Utilisation civile
Après le retrait de l'USAF en 1991, la base est réaménagée pour servir d'aéroport régional, l'Aéroport de Deux-Ponts (IATA : ZQW, ICAO : EDRZ) et de zone industrielle.